# Gare ferroviaire de Mercato San Severino
 (juin 2022).
La gare de Mercato San Severino est la gare principale de la commune de Mercato San Severino, en Campanie, en Italie.

## Histoire
Elle fut construite en 1861,.